# Bijna-open klinker
Een bijna-open klinker is een klinker waarvan de articulatie wordt gekenmerkt door het feit dat de tong zich in bijna precies dezelfde positie als bij een open klinker bevindt, maar met iets minder samentrekking. In het Internationaal Fonetisch Alfabet worden de volgende bijna-open klinkers onderscheiden:
- ongeronde bijna-open voorklinker æ?
- centrale bijna-open klinker ɐ?